# ذا جولي
ذا جولي The Jule (المعروفة سابقًا باسم كيلاين ترانزيت KeyLine Transit) هي شركة النقل الجماعي داخل مدينة دوبيوك في ولاية آيوا الأمريكية. 
وتملك الشركة خطوط حافلات النقل في جميع أنحاء المدينة، والعربات السياحية في وسط مدينة دوبيوك وميناء دوبيوك، وخدمة ميني باص عند الطلب في جميع أنحاء المدينة.
تم تغيير العلامة التجارية للشركة في عام 2011، وسميت باسم جوليان دوبيوك، الذي سميت باسمه المدينة أيضا. وفي السنة المالية 2010، سجل شهر يوليو 371.000 رحلة. 